# Alcool rectifié

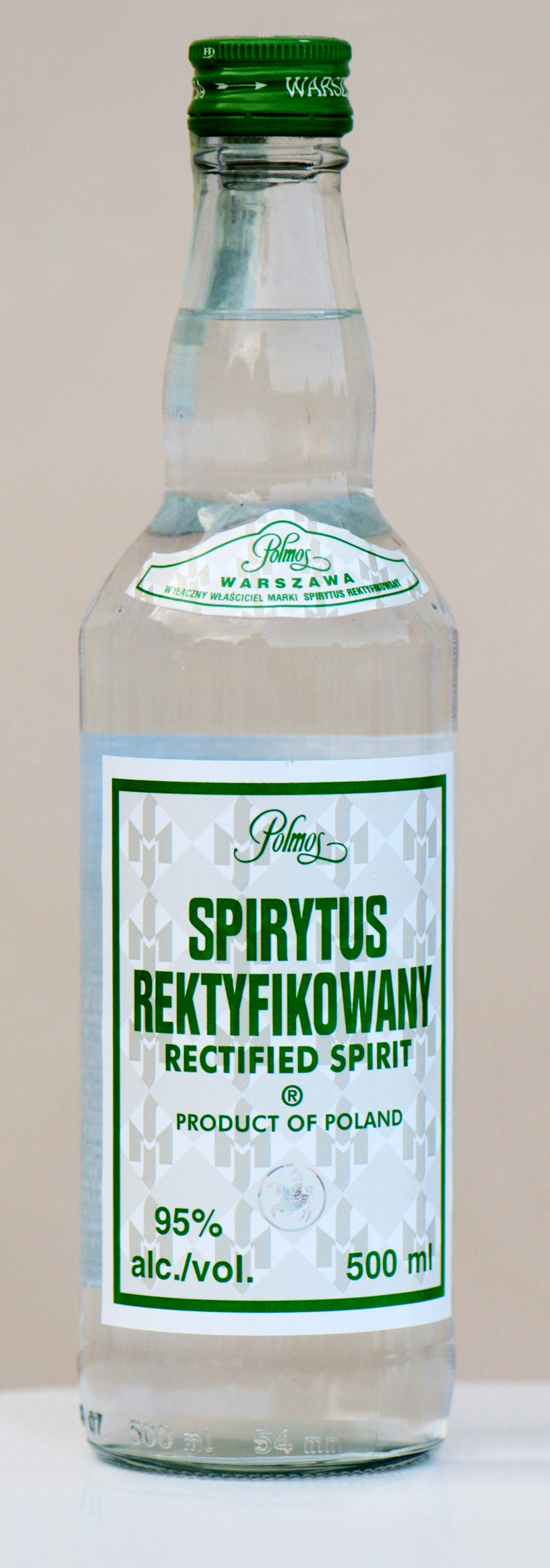
Une bouteille d'alcool rectifié polonais (Spirytus Rektyfikowany).

L'alcool rectifié, alcool neutre, alcool éthylique d'origine agricole (parfois simplement alcool agricole), ou encore alcool surfin, est un distillat obtenu par rectification (distillation fractionnée) de matières premières fermentées.
Le titre alcoométrique volumique de l'alcool rectifié est de maximum 96 % vol. C'est la concentration d'éthanol maximale qui puisse être obtenue par distillation car l'éthanol et l'eau forment un mélange azéotrope.

## Définition légale

### Union européenne
Conformément au règlement (UE) 2019/787 du Parlement européen et du Conseil du 17 avril 2019, l'alcool éthylique d'origine agricole est le liquide satisfaisant aux exigences suivantes :
- Obtention par fermentation alcoolique puis distillation des seuls produits agricoles énumérés à l’annexe 1 du traité ;
- Aucun goût détectable autre que celui de la matière première utilisée dans sa production ;
- Titre alcoométrique volumique minimal : 96,0 % ;
- Teneurs maximales en éléments résiduels, en grammes par hectolitre d'alcool à 100 % vol. :
  - acétate d'éthyle (esters) : 1,3 ;
  - acétaldéhyde (somme de l’éthanal et du 1,1-diéthoxéthane) : 0,5 ;
  - alcools supérieurs (somme de : propanol-1-ol, butan-1-ol, butan-2-ol, 2-méthylpropan-1-ol, 2-méthylbutan-1-ol et 3-méthylbutan-1-ol) : 0,5 ;
  - méthanol : 30 ;
  - furfural : 0,5.

## Production
L'alcool rectifié peut être produit à partir de grains (blé, seigle, maïs...), raisins, betteraves sucrière, canne à sucre, pommes de terre, ou n'importe quelle autre matière première fermentée. Les sous-produits de la viniculture (marcs, lies) et de l'industrie laitière (lactosérum) peuvent ainsi servir à la production d'alcool rectifié.
L'alcool rectifié a la caractéristique d'être dépourvu du goût / de l'odeur de la matière première utilisée pour sa production. Le goût est toujours neutre, peu importe la matière première utilisée.

## Utilisations
L'alcool rectifié est utilisé dans l'industrie agroalimentaire, notamment pour la fabrication de boissons spiritueuses (liqueurs, gin, vodka...), mais également dans la parfumerie, le secteur médical et l'industrie pharmaceutique ainsi que pour l'entretien ménager, le nettoyage, la désinfection.

## Union européenne

### Pologne
En Pologne, Polmos est le principal producteur [réf. souhaitée] ; l'alcool rectifié de Polmos est étiqueté « Polmos Spirytus Rektyfikowany Rectified Spirit » et titre à 95 % vol.

## Amérique latine

### Bolivie
En Bolivie, le cocoroco est une boisson spiritueuse fabriquée à partir de canne à sucre et titrant entre 93 et 96 % vol.